# Funkin' for Jamaica (N.Y.)
"Funkin' for Jamaica (N.Y.)" is een nummer van de Amerikaanse trompettist Tom Browne. Het nummer verscheen op zijn album Love Approach uit 1980. In juli van dat jaar werd het uitgebracht als zijn debuutsingle.

## Achtergrond
"Funkin' for Jamaica (N.Y.)" is geschreven door Browne en Toni Smith en is geproduceerd door Dave Grusin en Larry Rosen. In het nummer brengt Browne herinneringen op uit zijn jeugd, die hij doorbracht in de wijk Jamaica in het stadsdeel Queens in New York. Hij kreeg het idee voor het nummer in het restaurant The Village Door in Jamaica. De zang op het nummer werd uitgevoerd door Toni Smith, die tevens haar deel schreef. De raps tussendoor werden in de studio geïmproviseerd. Alhoewel Browne in de titel van het nummer N.Y. (New York) tussen haakjes heeft gezet, denken een aantal Jamaicanen dat het daadwerkelijk over het Caribische eiland gaat.
"Funkin' for Jamaica (N.Y.)" werd een hit in een aantal landen. In de Verenigde Staten kwam het weliswaar niet in de Billboard Hot 100 terecht, maar behaalde het wel de negende plaats in de discolijsten en stond het een maand op de eerste plaats in de r&b-lijsten. In het Verenigd Koninkrijk behaalde het de tiende plaats. In Nederland kwam de single tot de derde plaats in de Top 40 en de zesde plaats in de Nationale Hitparade, terwijl in België de zesde plaats in de voorloper van de Ultratop 50 werd gehaald. In 1991 werd een 7"-remix uitgebracht, die in Nederland plaats 38 in de Top 40 en plaats 40 in de Nationale Top 100 bereikte.

## Hitnoteringen

### Originele versie

#### Nederlandse Top 40
| Hitnotering: 03-01-1981 t/m 07-03-1981 | Hitnotering: 03-01-1981 t/m 07-03-1981 | Hitnotering: 03-01-1981 t/m 07-03-1981 | Hitnotering: 03-01-1981 t/m 07-03-1981 | Hitnotering: 03-01-1981 t/m 07-03-1981 | Hitnotering: 03-01-1981 t/m 07-03-1981 | Hitnotering: 03-01-1981 t/m 07-03-1981 | Hitnotering: 03-01-1981 t/m 07-03-1981 | Hitnotering: 03-01-1981 t/m 07-03-1981 | Hitnotering: 03-01-1981 t/m 07-03-1981 | Hitnotering: 03-01-1981 t/m 07-03-1981 | Hitnotering: 03-01-1981 t/m 07-03-1981 |
| Week                                   | 1                                      | 2                                      | 3                                      | 4                                      | 5                                      | 6                                      | 7                                      | 8                                      | 9                                      | 10                                     |                                        |
| -------------------------------------- | -------------------------------------- | -------------------------------------- | -------------------------------------- | -------------------------------------- | -------------------------------------- | -------------------------------------- | -------------------------------------- | -------------------------------------- | -------------------------------------- | -------------------------------------- | -------------------------------------- |
| Positie                                | 29                                     | 17                                     | 10                                     | 4                                      | 4                                      | 3                                      | 3                                      | 5                                      | 12                                     | 23                                     | uit                                    |

#### Nationale Hitparade
| Hitnotering: 10-01-1981 t/m 21-03-1981 | Hitnotering: 10-01-1981 t/m 21-03-1981 | Hitnotering: 10-01-1981 t/m 21-03-1981 | Hitnotering: 10-01-1981 t/m 21-03-1981 | Hitnotering: 10-01-1981 t/m 21-03-1981 | Hitnotering: 10-01-1981 t/m 21-03-1981 | Hitnotering: 10-01-1981 t/m 21-03-1981 | Hitnotering: 10-01-1981 t/m 21-03-1981 | Hitnotering: 10-01-1981 t/m 21-03-1981 | Hitnotering: 10-01-1981 t/m 21-03-1981 | Hitnotering: 10-01-1981 t/m 21-03-1981 | Hitnotering: 10-01-1981 t/m 21-03-1981 | Hitnotering: 10-01-1981 t/m 21-03-1981 |
| Week                                   | 1                                      | 2                                      | 3                                      | 4                                      | 5                                      | 6                                      | 7                                      | 8                                      | 9                                      | 10                                     | 11                                     |                                        |
| -------------------------------------- | -------------------------------------- | -------------------------------------- | -------------------------------------- | -------------------------------------- | -------------------------------------- | -------------------------------------- | -------------------------------------- | -------------------------------------- | -------------------------------------- | -------------------------------------- | -------------------------------------- | -------------------------------------- |
| Positie                                | 21                                     | 21                                     | 6                                      | 6                                      | 15                                     | 11                                     | 13                                     | 14                                     | 23                                     | 30                                     | 44                                     | uit                                    |

#### NPO Radio 2 Top 2000
| Nummer met noteringen in de NPO Radio 2 Top 2000 | '99  | '00  | '01  | '02  | '03  | '04  | '05 | '06  | '07  | '08  | '09-'11 | '12  | '13  | '14  | '15  |
| ------------------------------------------------ | ---- | ---- | ---- | ---- | ---- | ---- | --- | ---- | ---- | ---- | ------- | ---- | ---- | ---- | ---- |
| Funkin' for Jamaica (N.Y.)                       | 1080 | 1495 | 1641 | 1807 | 1694 | 1536 | -   | 1991 | 1225 | 1726 | -       | 1948 | 1710 | 1835 | 1969 |

1. ↑  Een '-' betekent dat het nummer niet was genoteerd en een vetgedrukt getal geeft de hoogste notering aan.
2. ↑  Deze tabel is bijgewerkt tot en met de laatste editie (2024).

### 7"-remix

#### Nederlandse Top 40
| Hitnotering: 18-04-1992 t/m 02-05-1992 | Hitnotering: 18-04-1992 t/m 02-05-1992 | Hitnotering: 18-04-1992 t/m 02-05-1992 | Hitnotering: 18-04-1992 t/m 02-05-1992 | Hitnotering: 18-04-1992 t/m 02-05-1992 |
| Week                                   | 1                                      | 2                                      | 3                                      |                                        |
| -------------------------------------- | -------------------------------------- | -------------------------------------- | -------------------------------------- | -------------------------------------- |
| Positie                                | 40                                     | 38                                     | 40                                     | uit                                    |

#### Nationale Top 100
| Hitnotering: 28-03-1992 t/m 16-05-1992 | Hitnotering: 28-03-1992 t/m 16-05-1992 | Hitnotering: 28-03-1992 t/m 16-05-1992 | Hitnotering: 28-03-1992 t/m 16-05-1992 | Hitnotering: 28-03-1992 t/m 16-05-1992 | Hitnotering: 28-03-1992 t/m 16-05-1992 | Hitnotering: 28-03-1992 t/m 16-05-1992 | Hitnotering: 28-03-1992 t/m 16-05-1992 | Hitnotering: 28-03-1992 t/m 16-05-1992 | Hitnotering: 28-03-1992 t/m 16-05-1992 |
| Week                                   | 1                                      | 2                                      | 3                                      | 4                                      | 5                                      | 6                                      | 7                                      | 8                                      |                                        |
| -------------------------------------- | -------------------------------------- | -------------------------------------- | -------------------------------------- | -------------------------------------- | -------------------------------------- | -------------------------------------- | -------------------------------------- | -------------------------------------- | -------------------------------------- |
| Positie                                | 83                                     | 63                                     | 45                                     | 43                                     | 40                                     | 52                                     | 67                                     | 86                                     | uit                                    |